# Rudolf Plehn
Rudolf Plehn (* 23. Februar 1868 in Lubochin, Kreis Schwetz, Westpreußen; † 24. November 1899 im Dumebezirk, Kamerun) war ein deutscher Forstwissenschaftler und Regierungsbeamter in der Deutschen Kolonie Kamerun.

## Leben
Rudolf Plehn wurde 1895 zum Auswärtigen Amt kommandiert und in die Deutsche Kolonie Togo zur Übernahme der Station Misahöhe geschickt, wo er bis 1897 tätig war. 1898 kam er nach Kamerun, wo ihm die Leitung des Ssanga-Ngoko-Gebietes im südöstlichen Teil der Kolonie übertragen wurde. Dort gründete er die Ngokostation am gleichnamigen Fluss. 1899 wurde er im Bezirk Dume im Kampf mit Eingeborenen getötet (vgl. Liste der Aufstände in den deutschen Kolonien).

## Familie
Seine Eltern waren Anton Plehn (1834–1887), Gutsbesitzer und Landwirt in Lubochin, und Johanna Maercker (1838–1888). Seine Geschwister waren Albert Plehn (1861–1935) und Friedrich Plehn (1862–1904), beide Tropenmediziner; Marianne Plehn (1865–1946), Zoologin und Rose Plehn (1865–1945), Malerin.

## Veröffentlichung
- Beiträge zur Völkerkunde des Togo-Gebietes, 1898